# Danville (Illinois)
Danville  è una città degli Stati Uniti d'America, capoluogo della Contea di Vermilion nello Stato del Illinois.
Al censimento del 2000 possedeva una popolazione di 33.904 abitanti, passati a 32.467 nel 2010.